# سوبارو لئون
سوبارو لئون (Subaru Leone) خودرویی است که در سال‌های ۱۹۷۱ تا ۱۹۹۴در ژاپن تولید شده‌است. است.